# 五辻家
五辻家（いつつじけ）は、宇多源氏の一流である公家・華族である。公家としての家格は半家、華族としての家格は子爵家。

## 歴史
宇多源氏庭田家と同祖であり、源時方（ときまさ）を祖とし、鎌倉時代初期の五辻仲兼以降に五辻家を称する。極官は従二位、非参議。家業は神楽。旧家。江戸時代の家禄は200石。居所は西殿町北側。菩提寺は洛東西方寺。
家祖の時方は左大臣・源雅信の子だが、五位少将まで昇進するも若くして卒去。その後、子孫は受領となり代々五位止まりであった。
鎌倉時代初期の仲兼は四ヶ国の国司を務め従四位上まで昇進し、この頃より五辻の家号を称するようになった。仲兼以降は蔵人や北面武士を務める地下家だったが、室町時代末期の天文7年（1538年）に五辻諸仲が従三位に叙せられて、堂上家に加わる。
明治維新後の明治2年（1869年）6月17日の行政官達で公家と大名家が統合されて華族制度が誕生すると五辻家も公家として華族に列した。明治17年（1884年）7月7日の華族令の施行で華族が五爵制になると、同8日に大納言直任の例がない旧堂上家として安仲が子爵に叙された。
その息子治仲は貴族院議員に2回当選して務めた。その孫規仲の代に五辻子爵家の邸宅は東京市渋谷区青葉町にあった。

## 支流
支流に、明治維新後興福寺明王院住職から還俗した文仲が興した奈良華族の西五辻家、仲兼の孫の仲清を祖とする慈光寺家及び、その庶流の中川家（二条家諸大夫）・三木家（伏見宮家諸大夫）、時方の玄孫にあたる仲親の子の仲康を祖とする春日家（久我家諸大夫）がある。